# Bystřice
Bystřice (in tedesco Bistritz b. Beneschau) è una città della Repubblica Ceca facente parte del distretto di Benešov, in Boemia Centrale.